# Hertford
Hertford [ˈhɑːtfəd oder ˈhɑːfəd] ist eine Stadt in der Grafschaft Hertfordshire, etwa 20 km nördlich von London. Sie gehört zum Distrikt East Hertfordshire und ist der Verwaltungssitz der Grafschaft. Hertford hat ca. 24.000 Einwohner.
Die Stadt liegt an der Mündung der Flüsse Rib, Beane und Mimram in den Lea, der weiter südwärts zur Themse fließt. Ihr Name stammt aus der angelsächsischen Sprache und bedeutet "Furt, die von Hirschen durchquert wird" (ford = Furt, hart = Hirsch).
In Hertford leben viele Pendler, die in der nahen Hauptstadt arbeiten. Züge fahren von Hertford North zu den Londoner Bahnhöfen King’s Cross und Moorgate und von Hertford East nach Liverpool Street. Hauptarbeitgeber in Hertford sind das County Council (Grafschaftsrat) der Grafschaft Hertfordshire, das District Council (Distriktsrat) des East Hertfordshire Districts und die Brauerei McMullen.
Obwohl Hertford nur ca. 35 km von Londoner Zentrum entfernt ist, gilt die Stadt u. a. aufgrund eines Zentrums mit mittelalterlichem Grundriss und mit vielen Fachwerkgebäuden als malerisch anzusehend. Im Gegensatz zu Hertford haben sich die Nachbarstädte Harlow und Stevenage weitaus moderner entwickelt.

## Geschichte
Vor der Invasion der Normannen unter Wilhelm dem Eroberer 1066 bildete der Fluss Lea die natürliche Grenze zwischen dem Danelag im Norden und dem sächsischen Königreich Wessex im Süden. Siedlungen der Angelsachsen befanden sich schon vor der Invasion in Bengeo und Hertingfordbury. Eduard der Ältere ließ zwei Befestigungsanlagen nördlich und südlich an einer Furt des Flusses errichten. So entstanden zwei kleine Orte. Nach der normannischen Invasion wurden in Hertford eine Burg, Hertford Castle, ein Kloster und eine neue Mühle erbaut. Das Domesday Book (1086) verzeichnet 146 Familienoberhäupter, zwei Kirchen, zwei Marktplätze und drei Mühlen.
Während des Bürgerkrieges, der wegen der umstrittenen Thronnachfolge nach dem Tode Heinrichs I. ausgebrochen war, unterstützte Hertford Heinrichs Tochter Mathilde im Kampf gegen Heinrichs Neffen Stephan. Nach dem Tode Stephans ließ Heinrich II., wohl zum Dank für die Unterstützung seiner Mutter, aber auch zur Befriedung der Gegend, Hertford Castle zwischen 1170 und 1174 umbauen. 1299 erhielt Margarethe von Frankreich, Ehefrau von Eduard I., die Burg, die vier Jahre später zur königlichen Residenz wurde.
Das Kloster wurde 1536 aufgegeben. Während der Pest zog das englische Parlament 1563 vorübergehend nach Hertford. 1628 kam die Burg an William Cecil, 2. Earl of Salisbury. 1712 fand hier der letzte Hexenprozess Englands statt. Später verfiel die Burganlage; heute sind nur noch die Motte, einige Mauern und das Torhaus als Ruinen erhalten.
1767 wurde der Lea für die Schifffahrt ausgebaut und verband Hertford mit den wichtigen Getreidemärkten in London. Da die Stadt von landwirtschaftlichen Flächen umgeben war, kam eine weitere Ausdehnung nicht in Betracht, stattdessen wurden die vorhandenen Gebäude aufgestockt. Erst mit dem Anschluss an die Eisenbahn 1843 erfolgte auch eine flächenmäßige Vergrößerung.

## Sehenswürdigkeiten
Zu besichtigen sind die Überreste des Hertford Castle. Die beiden größten Kirchen der Stadt, All Saints und St Andrews, stammen aus dem frühen 20. bzw. aus der Mitte des 19. Jahrhunderts. Im nördlich gelegenen Vorort Bengeo steht die Kirche St Leonards, eine architektonisch interessante normannische Kirche, die um 1120 erbaut wurde.
In Hertford findet sich das älteste Versammlungshaus der Quäker, das zu diesem Zweck erbaut wurde und seit 1670 in Gebrauch ist. Verschwörungstheorien bringen die Stadt mit dem Heiligen Gral und dem Templerorden in Verbindung.

## Persönlichkeiten
- Jack Trevor Story (1917–1991), Schriftsteller
- David Thorne (1933–2000), Offizier der British Army
- David McLellan (* 1940), Politikwissenschaftler und Hochschullehrer
- John Wurr (1940–2023), Jazzmusiker
- Christopher Tucker (1941–2022), Maskenbildner
- Natalie Munt (* 1977), Badmintonspielerin
- George Ezra (* 1993), Singer-Songwriter

## Städtepartnerschaften
Hertford unterhält folgende Städtepartnerschaften:
- Wildeshausen, Niedersachsen, Deutschland
- Évron, Département Mayenne, Frankreich
- Hartford, Connecticut, USA